# جبل العرج
جبل الْعَرْج جبل بين مكة المكرمة والمدينة المنورة.

وقال الأصمعي:
| جبل العرج | إذا خلفت عمان مصعدا فقد أنجدت فلا تزال منجدا حتى تنزل في ثنايا ذات عرق فإذا فعلت ذلك فقد أتهمت إلى البحر وإذا عرضت لك الحرار وأنت منجد فتلك الحجاز وإذا تصوبت من ثنايا العرج واستقبلك الأراك والمرخ فقد أتهمت | جبل العرج |

وقال في موضع آخر:
| جبل العرج | طرف تهامة من قبل الحجاز مدارج العرج وأول تهامة من قبل نجد ذات عرق | جبل العرج |